# إعادة تسليح ألمانيا الغربية

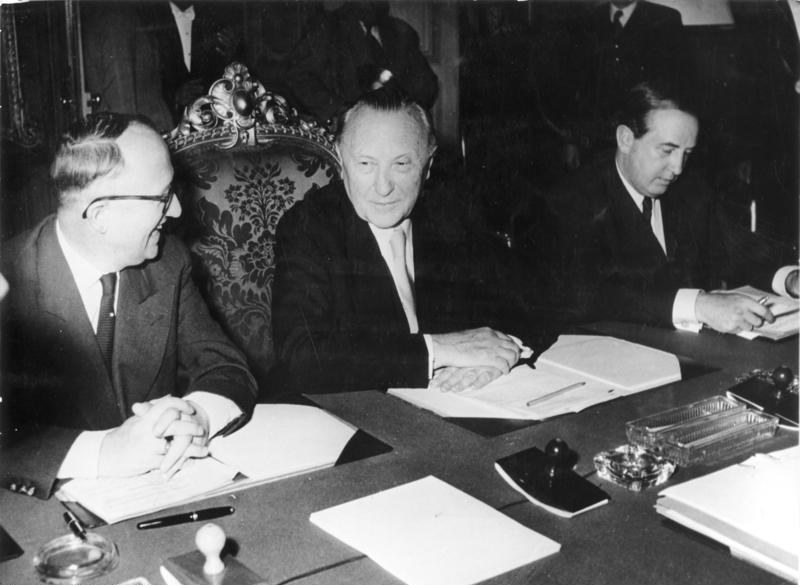

Wiederbewaffnung («إعادة التسلح») يشير إلى برنامج الولايات المتحدة للمساعدة في بناء جيش ألمانيا الغربية بعد الحرب العالمية الثانية. لم يتمكنوا من العمل خارج إطار التحالف. أدى إلى تأسيس الجيش الألماني الغربي، في عام 1955. كان اسم الجيش الألماني خيارًا توفيقيًا اقترحه الجنرال السابق هاسو فون مانفوفيل. لقد تم استخدام مصطلح فيرماخت الأقدم للقوات الألمانية المشتركة لألمانيا النازية من قبل سلطات الاحتلال الأمريكية.

## تاريخ ما بعد الحرب
صرح هاينز جودير أن القتال كان أساسًا بين الاتحاد السوفيتي والولايات المتحدة: «يكره الناس حقيقة أنه في الوقت الذي اتبعت فيه الولايات المتحدة سياسة نزع السلاح الألماني والصداقة مع روسيا بعد الحرب، فإنها تدعو الآن إلى إعادة التسلح وتجادل بسهولة أنه كان من أجل التعاون مع الاتحاد السوفياتي وتغيير سياسته». في 29 أغسطس 1949، فجر الاتحاد السوفيتي الفنبلة النووية -التي استخدمت في أول اختبار سلاح نووي سوفيتي- إر ده إس - 1 في سيميبالاتينسك في كازاخستان. فرض هذا إعادة تقييم المتطلبات الدفاعية لأوروبا الغربية. في يونيو 1950، بدأت الحرب الكورية واخافت الألمان الغربيين إلى حد كبير. رأى الكثيرون مقارنة بين تصرفات كوريا الشمالية والإجراءات المحتملة لألمانيا الشرقية. كانت كل من فرنسا والمملكة المتحدة حذرتين من إحياء إمكانات القتال الألمانية مع أي إعادة تسليح. تم اختبارهما بشدة في الحرب العالمية الأولى والحرب العالمية الثانية. ذكرت شخصيات سياسية أمريكية، مثل سناتور أوكلاهوما إلمر توماس، أن ألمانيا الغربية تحتاج إلى أن التدرج في نظام دفاعي، «يجب أن تسلح الولايات المتحدة عدة فرق من القوات الألمانية دون السماح لألمانيا نفسها بتصنيع الأسلحة.»  صمم المستشار الألماني كونراد أديناور على استخدام عروض إعادة التسلح لاستعادة السيادة على ألمانيا الغربية.
خلال اجتماع الناتو في سبتمبر 1950، قررت فرنسا أن تصبح معزولة للعملية لأنها لا تريد أن تنضم ألمانيا إلى الناتو. أرادت ألمانيا الغربية الانضمام إلى الناتو لأن المستشارة الألمانية آنذاك كونراد أديناور قررت أنها ستهدئ مخاوف جيرانها وستكتسب ثقة ألمانيا وتُظهر استعدادها للتعاون. في البداية، كانت الولايات المتحدة متشككة في العملية برمتها، ولكن بعد أن وافق دوايت دي أيزنهاور على تأييد الصفقة، وافقت الولايات المتحدة حينها. وافقت ألمانيا الغربية في باريس بفرنسا على دعم العملية. واحدة من المحاولات المعروفة لكسب ألمانيا الغربية الحق في إعادة التسلح كانت قوة الدفاع الأوروبية أو EDC. سمح تعديل خطة بليفن السماح بزيادة قوات ألمانيا الغربية ولكن دمجها في قوة الدفاع الأوروبية. عندما تبنت ألمانيا الغربية خطة معدلة وبدا أن إعادة التسليح مضمونة قررت فرنسا قتلها في أغسطس 1954. في عام 1955، انضمت ألمانيا الغربية إلى الناتو.
لم تمتلك كلا من ألمانيا الشرقية وألمانيا الغربية قوات مسلحة نظامية في ذلك الوقت لكنها ملكت قوات شرطة شبه عسكرية (الغربية Bundesgrenzschutz والشرقية Kasernierte Volkspolizei). سلح البوندسوير في الأصل من أموال برنامج المساعدة العسكرية من الولايات المتحدة. أعيدت سفن كريغسمارينه السابقة من الولايات المتحدة التي تم الاستيلاء عليها في إطار اللجنة البحرية الثلاثية. تم تدريب البحارة الألمان الغربيين ببطء على سفن البحرية الأمريكية، كما ساعدت ألمانيا الغربية في تزويد البحرية. كان الهدف من هذه العملية كلها التأكد من أن ألمانيا الغربية تمتلك قوة عسكرية فعالة. زودت الولايات المتحدة البحارة المحتملين بالتدريب المكثف للمساعدة في بناء البحرية للمستقبل حيث حددت ألمانيا الغربية هدفًا يصل إلى 500000 رجل. أراد ثيودور بلانك أن يكون لديه جيش أكبر من إيطاليا لأنه أراد من ألمانيا الغربية إبراز القوة وتقديم مساهمات أكبر. لتوضيح وجهة نظره، استخدم هذا المخطط:
| بلد                        | القوة العسكرية وقت السلم | نسبة السكان (٪) |
| -------------------------- | ------------------------ | --------------- |
| الولايات المتحدة الأمريكية | 2865000                  | 1.8             |
| المملكة المتحدة            | 772000                   | 1.5             |
| فرنسا                      | 850000                   | 2.0             |
| بلجيكا                     | 145000                   | 1.65            |
| هولندا                     | 125000                   | 1.2             |
| ألمانيا الغربية            | 500000                   | 1.0             |